# Корнерева
Корнерева (рум. Cornereva) — село у повіті Караш-Северін в Румунії. Адміністративний центр комуни Корнерева.
Село розташоване на відстані 298 км на захід від Бухареста, 49 км на південний схід від Решиці, 120 км на південний схід від Тімішоари, 137 км на північний захід від Крайови.

## Населення
За даними перепису населення 2002 року у селі проживали 304 особи, усі — румуни. Усі жителі села рідною мовою назвали румунську.